# Дезмънд Чайлд
Дезмънд Чайлд e американски продуцент, автор на песни и музика, роден на 28 октомври 1953 в Гейнсвил, Флорида.
Той е един от най-известните продуценти и композитори в музикалния свят. Първият му голям успех е с песента на „I Was Made For Loving You“ с Пол Стенли от „Кис“, за албума Dynasty от 1979 г. Оттогава той продължава да пише за много от рок звездите, като Алис Купър, „Бон Джоуви“, „Аеросмит“, Бони Тайлър, Шер, „Дрийм Тиътър“ и „Скорпиънс“. Специализирал се в писането на мощни балади, той също е работил в областта на поп музиката, като композитор за Шер, Шакира, Рики Мартин и Роби Уилямс. Той участва в състава и писането на песента „Zoom Into Me“, в албума Humanoid на „Токио Хотел“, издаден на 5 октомври 2009.
Той е член на Залата на славата на композиторите.